# Donna Hitchens
Donna Hitchens (née le 18 octobre 1967) a été la première juge (en) ouvertement lesbienne à être élue aux États-Unis. Elle est la fondatrice du National Center for Lesbian Rights (en) (NCLR).

## Biographie
Diplômée de la Boalt Hall School of Law de l'université de Californie à Berkeley, en 1977, elle a lancé le Lesbian Rights Project (en), l'une des premières organisations juridiques du pays à se concentrer principalement sur les problèmes rencontrés par les lesbiennes, comme la garde des enfants, l'adoption, l'accès aux logements publics et à l'emploi. Le projet était parrainé par Equal Rights Advocates, une importante organisation nationale de défense des femmes. Au fil du temps, le projet a également commencé à représenter les parents gays, bisexuels et transgenres et à étendre son travail à d'autres domaines tels que l'immigration, la jeunesse, les aînés, l'emploi et le droit constitutionnel. En 1988, le projet est devenu indépendant et a été rebaptisé National Center for Lesbian Rights. Hitchens a remporté l'élection à la San Francisco Superior Court (en) en 1990, et a travaillé à unifier les procédures afin que toutes les affaires de divorce, d'adoption, d'enfants maltraités, de pension alimentaire, de violence domestique et d'autres questions de droit de la famille soient traités dans une seule division.
En mai 1999, Donna Hitchens, à la San Francisco County Superior Court, a reconnu deux femmes en tant que mères dans le cadre de l'Uniform Parentage Act (en) (UPA) : « [La mère gestationnelle] est un parent légal parce qu'elle est la mère biologique. De plus, elle a consenti et avait l'intention d'accoucher et d'élever l'enfant avec [la mère génétique]. [La mère génétique] est également un parent légal en raison de son lien génétique avec l'enfant, son intention de créer cet enfant et de l'élever avec [la mère gestationnelle], et son consentement à des actes médicaux qui l'ont rendu possible. »,
Elle prend sa retraite en 2011.
Avec la juge Nancy Davis, sa compagne, elle a adopté deux filles, une décision qu'elle décrit comme « la meilleure décision que j'aie jamais prise de ma vie »,.

## Publications
- « Feminism In The Nineties: Coalition Strategies », Yale Journal of Law & Feminism (en) (YJLF), vol. 4, n° 1, 1991 [lire en ligne]
- « Lesbians choosing motherhood : legal issues in donor insemination », San Francisco, Lesbian Rights Project, 1984
- Lesbian mother litigation manual, San Francisco, Lesbian Rights Project, 1982 [Note 3]
- Donna J. Hitchens, Ann G. Thomas, Lesbian Mothers and Their Children: An Annotated Bibliography of Legal and Psychological Materials, Lesbian Rights Project, 1980
- « Trial Strategy in Lesbian Mother Custody Cases: The Use of Expert Testimony », Golden Gate University Law Review, vol.9, n°2, 1978 [lire en ligne]

## Distinctions
- Benjamin Aranda Access to Justice Award, 2002[5]
- The Judicial Officer of the Year, 2002[6]